# Olympische Sommerspiele 1900/Schwimmen – 200 m Mannschaft (Männer)
Der Schwimmwettkampf über 200 Meter Mannschaft der Männer bei den Olympischen Spielen 1900 in Paris wurde am 12. August 1900 ausgetragen. Es war die erste und bis heute einzige Austragung des Wettbewerbs. Olympiasieger wurden die Sportler vom Deutschen Schwimm-Verband. Silber gewann die Mannschaft von Tritons Lillois und Bronze ging an die Olympioniken von Pupilles de Neptune de Lille.

## Modus
Der Wettbewerb bestand aus vier Mannschaften mit je fünf Athleten. In der ersten Runde schwamm zunächst ein Sportler jeder Mannschaft pro Lauf. Der Erstplatzierte rückte in den ersten Lauf der zweiten Runde, der Zweitplatzierte in den zweiten Lauf, der Drittplatzierte in den dritten Lauf und der Viertplatzierte in den vierten Lauf. In der zweiten Runde bestimmte die erzielte Platzierung die Punktzahl, die der Sportler bekam – so erhielt der Sieger des ersten Laufes ein Punkt, der Zweitplatzierte zwei Punkte usw. Die Mannschaft, die insgesamt die geringste Punktzahl erreichte, gewann den Wettbewerb und errang Gold.

## Ergebnisse

### Erste Runde
Lauf 1
| Rang | Athlet                  | Nation          | Mannschaft                   | Qualifiziert für |
| ---- | ----------------------- | --------------- | ---------------------------- | ---------------- |
| 1    | Joseph Bertrand         | Frankreich      | Tritons Lillois              | Lauf 1           |
| 2    | B. Rosier               | Frankreich      | Libellule de Paris           | Lauf 2           |
| DNS  | Herbert von Petersdorff | Deutsches Reich | Deutscher Schwimm-Verband    |                  |
| DNS  | Philippe Houben         | Frankreich      | Pupilles de Neptune de Lille |                  |

Lauf 2
| Rang | Athlet             | Nation          | Mannschaft                   | Qualifiziert für |
| ---- | ------------------ | --------------- | ---------------------------- | ---------------- |
| 1    | Ernst Hoppenberg   | Deutsches Reich | Deutscher Schwimm-Verband    | Lauf 1           |
| 2    | Jules Clévenot     | Frankreich      | Libellule de Paris           | Lauf 2           |
| 3    | Georges Leuillieux | Frankreich      | Pupilles de Neptune de Lille | Lauf 3           |
| 4    | Victor Cadet       | Frankreich      | Tritons Lillois              | Lauf 4           |

Lauf 3
| Rang | Athlet            | Nation          | Mannschaft                   | Qualifiziert für |
| ---- | ----------------- | --------------- | ---------------------------- | ---------------- |
| 1    | Maurice Hochepied | Frankreich      | Tritons Lillois              | Lauf 1           |
| 2    | Gustav Lexau      | Deutsches Reich | Deutscher Schwimm-Verband    | Lauf 2           |
| 3    | Louis Martin      | Frankreich      | Pupilles de Neptune de Lille | Lauf 3           |
| 4    | R. Féret          | Frankreich      | Libellule de Paris           | Lauf 4           |

Lauf 4
| Rang | Athlet           | Nation          | Mannschaft                   | Qualifiziert für |
| ---- | ---------------- | --------------- | ---------------------------- | ---------------- |
| 1    | Ernst Lührsen    | Deutsches Reich | Deutscher Schwimm-Verband    | Lauf 1           |
| 2    | Désiré Mérchez   | Frankreich      | Pupilles de Neptune de Lille | Lauf 2           |
| 3    | Victor Hochepied | Frankreich      | Tritons Lillois              | Lauf 3           |
| 4    | Louis Gazaigne   | Frankreich      | Libellule de Paris           | Lauf 4           |

Lauf 5
| Rang | Athlet         | Nation          | Mannschaft                   | Qualifiziert für |
| ---- | -------------- | --------------- | ---------------------------- | ---------------- |
| 1    | Max Hainle     | Deutsches Reich | Deutscher Schwimm-Verband    | Lauf 1           |
| 2    | René Tartara   | Frankreich      | Pupilles de Neptune de Lille | Lauf 2           |
| 3    | Jules Verbecke | Frankreich      | Tritons Lillois              | Lauf 3           |
| 4    | Pelloy         | Frankreich      | Libellule de Paris           | Lauf 4           |

### Zweite Runde
Lauf 1
| Rang | Athlet            | Nation          | Mannschaft                | Zeit       | Punkte |
| ---- | ----------------- | --------------- | ------------------------- | ---------- | ------ |
| 1    | Ernst Hoppenberg  | Deutsches Reich | Deutscher Schwimm-Verband | 2:35,4 min | 1      |
| 2    | Max Hainle        | Deutsches Reich | Deutscher Schwimm-Verband | 2:36,0 min | 2      |
| 3    | Maurice Hochepied | Frankreich      | Tritons Lillois           | 2:53,0 min | 3      |
| 4    | Ernst Lührsen     | Deutsches Reich | Deutscher Schwimm-Verband | 2:55,0 min | 4      |
| 5    | Joseph Bertrand   | Frankreich      | Tritons Lillois           | 3:00,0 min | 5      |

Lauf 2
| Rang | Athlet         | Nation          | Mannschaft                   | Zeit       | Punkte |
| ---- | -------------- | --------------- | ---------------------------- | ---------- | ------ |
| 1    | Gustav Lexau   | Deutsches Reich | Deutscher Schwimm-Verband    | 2:42,0 min | 6      |
| 2    | Jules Clévenot | Frankreich      | Libellule de Paris           | 2:45,0 min | 7      |
| 3    | René Tartara   | Frankreich      | Pupilles de Neptune de Lille | 2:48,6 min | 8      |
| 4    | Désiré Mérchez | Frankreich      | Pupilles de Neptune de Lille | 2:55,4 min | 9      |
| 5    | B. Rosier      | Frankreich      | Libellule de Paris           | 3:04,4 min | 10     |

Lauf 3
| Rang | Athlet             | Nation     | Mannschaft                   | Zeit       | Punkte |
| ---- | ------------------ | ---------- | ---------------------------- | ---------- | ------ |
| 1    | Louis Martin       | Frankreich | Pupilles de Neptune de Lille | 2:51,4 min | 11     |
| 2    | Victor Hochepied   | Frankreich | Tritons Lillois              | 2:56,4 min | 12     |
| 3    | Jules Verbecke     | Frankreich | Tritons Lillois              | 3:01,6 min | 13     |
| 4    | Georges Leuillieux | Frankreich | Pupilles de Neptune de Lille | 3:02,0 min | 14     |

Lauf 4
| Rang | Athlet         | Nation     | Mannschaft         | Zeit       | Punkte |
| ---- | -------------- | ---------- | ------------------ | ---------- | ------ |
| 1    | R. Féret       | Frankreich | Libellule de Paris | 3:00,4 min | 15     |
| 2    | Louis Gazaigne | Frankreich | Libellule de Paris | 3:02,0 min | 16     |
| 3    | Pelloy         | Frankreich | Libellule de Paris | 3:06,0 min | 17     |
| 4    | Victor Cadet   | Frankreich | Tritons Lillois    | 3:18,0 min | 18     |

## Gesamtergebnis
| Rang | Athleten                                                                                              | Nation          | Mannschaft                   | Gesamtpunktzahl |
| ---- | --- | --------------- | ---------------------------- | --------------- |
| 1    | Ernst Hoppenberg (1) Max Hainle (2) Ernst Lührsen (4) Gustav Lexau (6) Herbert von Petersdorff (19)   | Deutsches Reich | Deutscher Schwimm-Verband    | 32              |
| 2    | Maurice Hochepied (3) Joseph Bertrand (5) Victor Hochepied (12) Jules Verbecke (13) Victor Cadet (18) | Frankreich      | Tritons Lillois              | 51              |
| 3    | René Tartara (8) Désiré Mérchez (9) Louis Martin (11) Georges Leuillieux (14) Philippe Houben (19)    | Frankreich      | Pupilles de Neptune de Lille | 61              |
| 4    | Jules Clévenot (7) B. Rosier (10) R. Féret (15) Louis Gazaigne (16) Pelloy (17)                       | Frankreich      | Libellule de Paris           | 65              |